# Abia de la Obispalía
Abia de la Obispalía es un municipio y localidad española de la provincia de Cuenca, en la comunidad autónoma de Castilla-La Mancha. El término municipal tiene una población de 59 habitantes (INE 2024).
Su nombre cambia en el momento en el que todas estas tierras son reconquistadas por las tropas cristianas del rey Alfonso VIII, y pasan a ser donadas poco tiempo después a la Catedral de Cuenca y a su obispo. De este modo, la aldea de Abia, antes llamada Sarzola, pasaba a formar parte de los feudos de la Obispalía. A este hecho se debe su nombre posterior: Abia de la Obispalía.

## Geografía
Esta población se localiza en la confluencia de las tres comarcas conquenses de la Sierra, la Mancha y la Alcarria, a 30 km de Cuenca, y queda situada entre los valles bañados por los ríos del Cuende y Záncara, en la ladera de un pequeño cerro donde se abren gran cantidad de cuevas que se han convertido en uno de los elementos característicos del paisaje de la zona.  La localidad se encuentra a unos 30 km de la capital provincial.

## Historia
Los orígenes de esta población se remontan a la Edad de Bronce. Son muchos los restos que se han encontrado y que demuestran presencia humana ya en esta época. Entre ellos, un yacimiento arqueológico datado en el Bronce Medio en el que se encontró el conocido tesoro de Abia de la Obispalía, una importante muestra de joyería atlántica, fechada en el siglo IX a. C. y conservada en el Museo Británico de Londres. Se han encontrado diferentes piezas ibéricas como fusayolas o fíbulas, restos de cerámica y sepulcros. Pero será en época romana cuando más importancia alcance este centro de población. De la etapa de enfrentamientos entre romanos y cartaginenses era el castillo de origen romano, situado en el cerro que domina la población y del que hoy no queda ningún resto.
Durante la primera etapa medieval estas tierras fueron ocupadas por los musulmanes, hasta que en el año 1183 fueron reconquistadas por las tropas cristianas del rey Alfonso VIII. Es a partir de entonces cuando toda esta zona pasa a pertenecer al alfoz de Huete para, poco tiempo después, ser donada por el monarca a la Catedral de Cuenca y a su Obispo, tratando de este modo de implicar a este último en su política de repoblación del territorio. Es así como la aldea de Abia pasó a formar parte de los feudos de la Obispalía. 
Hacia los últimos años del siglo XII se construye la iglesia, sobre el alto cerro que domina la población, convirtiéndose en una de las de mayor tamaño dentro del estilo románico en la región. Como sucedió con otros pueblos de la provincia, por cuestiones sanitarias y de accesibilidad, la población se fue trasladando progresivamente al otro lado de la colina, quedando despoblada la ladera sur del cerro. En el año 1578, el Papa Gregorio XIII, con el fin de cubrir los gastos de las guerras de religión contra los sarracenos que el rey católico libraba, concedió al monarca la villa y esta pasó a jurisdicción real. 
En el ayuntamiento figura un documento bien conservado del rey Felipe II por el que se declara la villa independiente. En 1805 ya se la recoge como una villa de realengo con 130 vecinos censados.
A mediados del siglo XIX, la villa tenía contabilizada una población de 294 habitantes. Aparece descrita en el tercer volumen del Diccionario geográfico-estadístico-histórico de España y sus posesiones de Ultramar de Pascual Madoz de la siguiente manera:

AVIA DE LA OBISPALIA: v. con ayunt. en la prov., part. jud., adm. de rent. y dióc. de Cuenca (4 leg.), aud. terr. de Albacete (19), c. g. de Madrid (20): sit. al N. y á dist. de 1/2 leg. de un arroyo que después toma el nombre de r. Zancara; le resguarda del viento S. un cerro llamado del Castillo; es mas propensa á calenturas catarrales que á otras enfermedades, y la forman 100 casas de poca altura, distribuidas en una plaza de 400 pasos de larga y 100 de ancha, y en varias calles irregulares y mal empedradas; en la plaza, y á su lado N. se halla la casa consistorial y el pósito pio con el fondo de 15 fan. de trigo: existe otro llamado nacional, con 400 fan. del mismo grano, escuela de primeras letras para ambos sexos dotada con 300 rs. pagados de propios, 3 celemines de trigo por cada alumno que lee, 6 los que escriben, y concurren á ella sobre 44; igl. parr. (la Asuncion de Ntra. Sra.), de entrada, con su torre toda de piedra, servida por 1 cura, 1 teniente para su anejo Villarejo Seco, 1 beneficiado y 1 sacristan; otra igl. llamada la Antigua, que sirve, de campo santo, sit. en el cerro del Castillo; 1 ermita dedicada á San Gerónimo, y 3 fuentes de buen agua á los estremos de la pobl. Confina el térm. por N. con Villar del Horno, E. con Villanueva de los Escuderos, S. con Villarejo Seco, y O. con Huerta; el terreno es escabroso, flojo, arenisco y de secano la mayor parte: se cultivan de segunda clase 500 almudes, 100 de tercera, 2,000 de ínfima calidad, y hay 1 pedazo de monte con roble bajo perteneciente á los propios, y otro de baldio correspondiente a la nacion, poblado tambien del mismo árbol, aunque de poco mérito. El r. Zancara tiene su origen al E. de la pobl., en el sitio llamado el Puerto; lleva su curso hacia el O., y cuenta 2 puentes de sillería de 5 varas de altura, con 1 solo arco cada uno: los caminos son de herradura, y se hallan en mal estado por la escabrosidad del terreno: prod.: trigo, centeno, cebada, avena, judias, garbanzos y guijas: tambien se coge patatas, cáñamo y algunas hortalizas por el esmero con que se aprovechan las aguas de las fuentes: hay cria de ganado lanar y cabrio, y es abundante la caza de liebres, conejos y perdices, lobos y muchas zorras: pobl.: 74 vec., 294 hab., dedicados á la agricultura: existen 2 cardadores y 2 tejedores de telas comunes, cuyas materias son del pais, donde se consumen: cap. prod.: 1,112,040 rs.: imp.: 55,602 importan los consumos 68,761: el presupuesto municipal asciende á 2,500 rs., y se cubre con 1,700 rs. que renta 1 horno de poya y 1 deh. destinada á pasto y labor, y 25 fan. de trigo que prod. cada año de tres un terreno denominado la Mata, perteneciente al comun de vec. El 25 de noviembre de cada año celebra 1 feria, en la que se venden abarcas, cáñamo, canamones, lienzos, telas para costales, hierro labrado, cabestrage, especieria, quincalla, algun ganado mular de la clase de lechares, etc., etc., que por un cálculo prudente asciende lo vendido á 140,000 rs.
(Madoz, 1846, pp. 117-118)

## Demografía
Abia de la Obispalía cuenta con una población de 59 habitantes (INE 2024).
| Gráfica de evolución demográfica de Abia de la Obispalía entre 1842 y 2021 |
| |
| Población de derecho según los censos de población del INE Población de hecho según los censos de población del INEEntre el censo de 1857 y el anterior, crece el término del municipio porque incorpora a Cabrejas de Valmelera |

## Administración
| Periodo   | Nombre                    | Partido |
| --------- | ------------------------- | ------- |
| 1999-2003 | Calixto Herraiz           | PP      |
| 2003-2007 | Salvador San Andrés López | PSOE    |
| 2007-2011 | Salvador San Andrés López | PSOE    |
| 2011-2015 | Salvador San Andrés López | PSOE    |
| 2019-2023 | Salvador San Andrés Gil   | PSOE    |

## Patrimonio
En el municipio se encuentra el castillo de Abia de la Obispalía. Se trata de los restos de una fortaleza, ubicada en lo más alto de la población, dominándola, junto al cementerio y los restos de la antigua iglesia parroquial, sobre una roca. De él quedan un aljibe y los cimientos de las pilastras.

## Fiestas
Las fiestas patronales, en honor a María Auxiliadora, se celebran el 24 de mayo. El sábado anterior se celebra la romería de San Jerónimo.